# Fretibacterium
Fretibacterium é um gênero de bactéria da família das Synergistaceae com uma espécie conhecida (Fretibacterium fastidiosum). O Fretibacterium fastidiosum foi isolado da placa subgengival.